# 알레이 버크

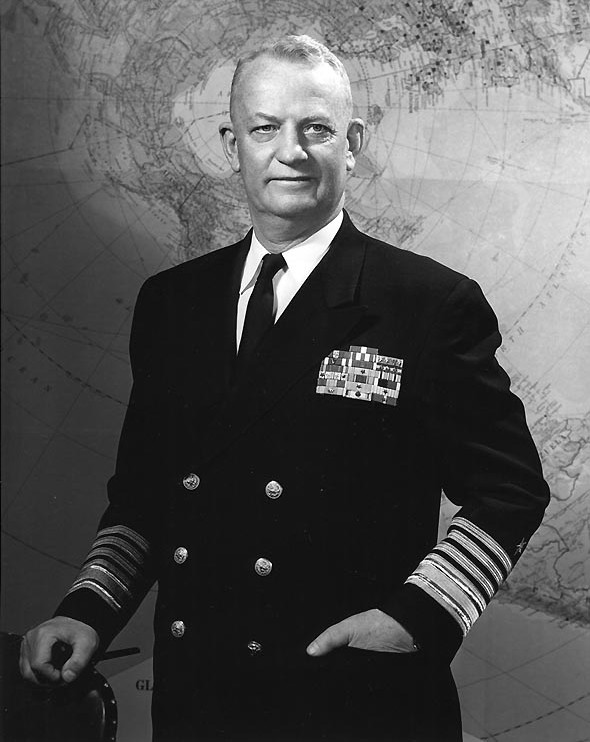
1951년의 알레이 버크

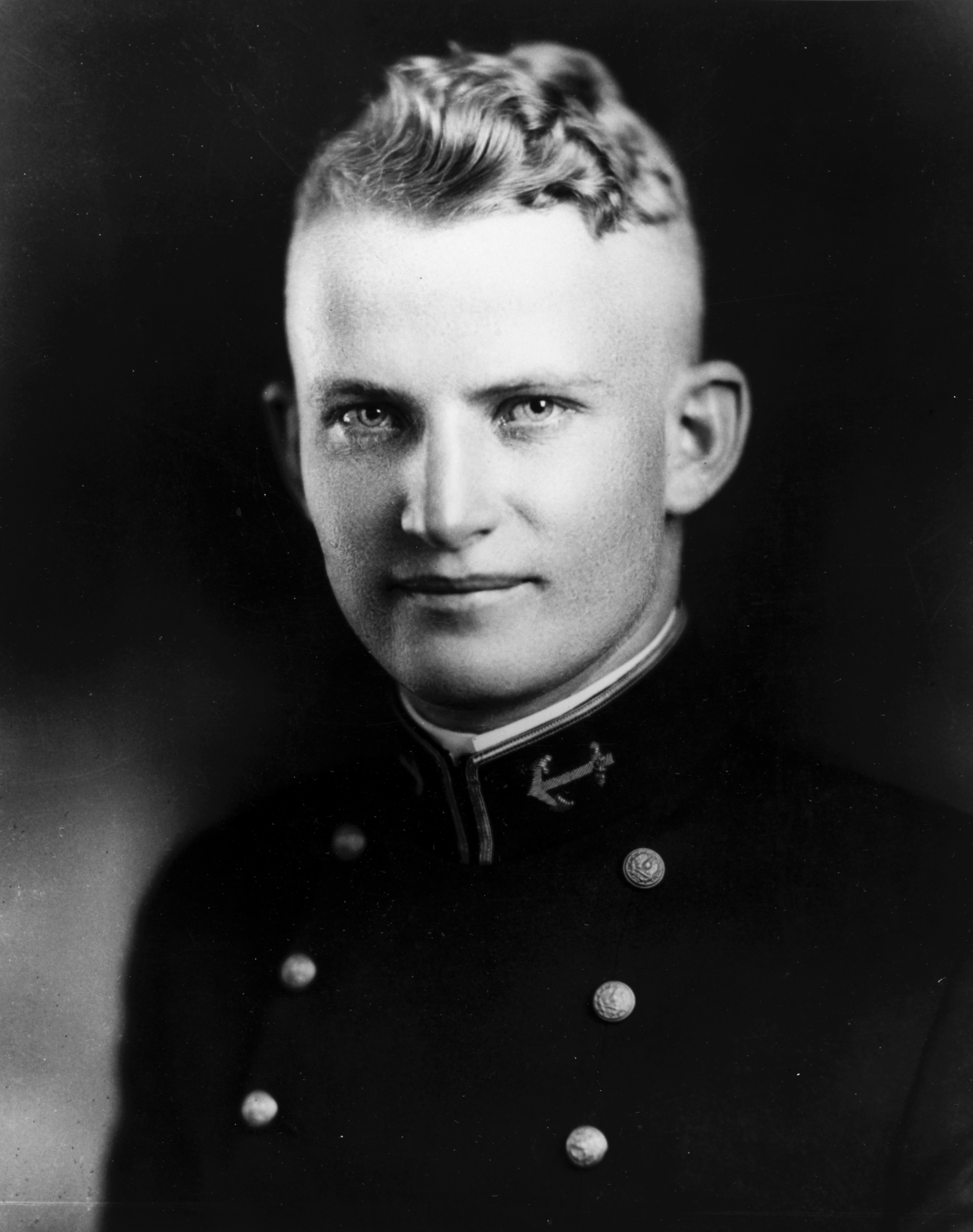
1920년 해군 사관생도 시절의 알레이 버크

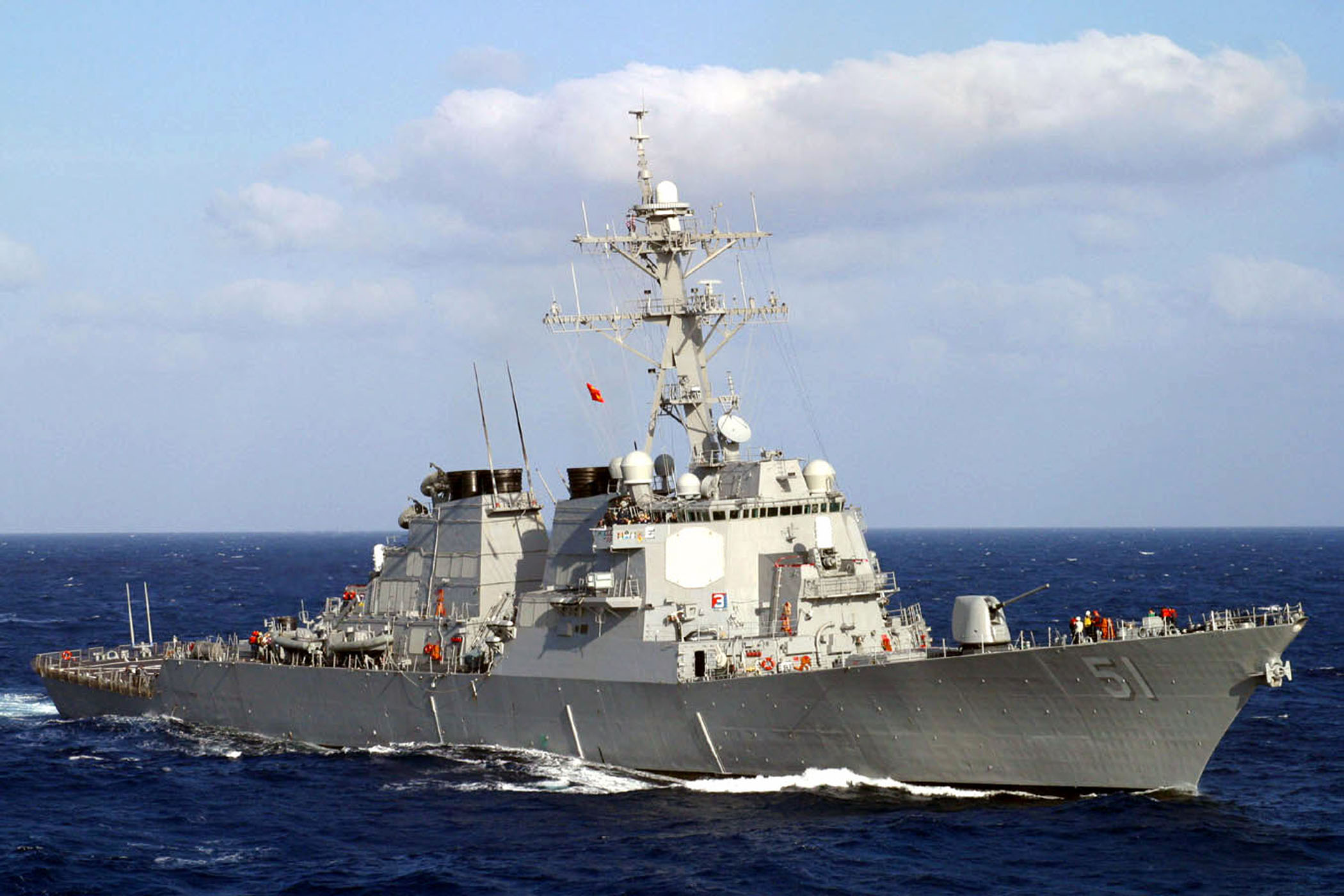
USS 알레이 버크 (DDG-51) 이지스 구축함

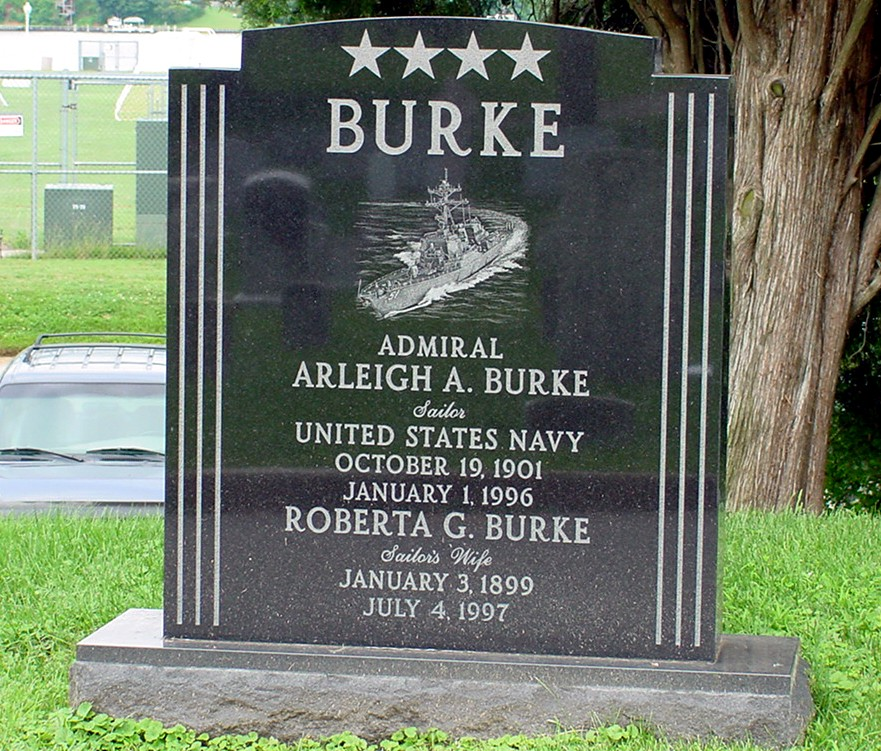
미국 해군사관학교의 알레이 버크 묘지

알레이 버크(영어: Arleigh Burke, 1901년 10월 19일 ~ 1996년 1월 1일)는 제2차 세계 대전, 한국 전쟁에서 활약한 미국 해군의 제독이다.
1991년 알레이 버크급 이지스 구축함의 1번함인 USS 알레이 버크 (DDG-51)는 그의 명예를 높이 사서 명명되었다.

## 생애
1901년 콜로라도주 볼더에서 Oscar Burke와 Clara Mokler 사이에서 태어났다. 그의 조부인 August Björkgren은 스웨덴 이민자였고 조금 더 미국인답게 보이기 위해 'Burke'로 성을 개조했었다. 1918년 인플루엔자 발생으로 인해 볼더의 학교는 문을 닫는 바람에 알레이 버크는 고등학교를 졸업하지 않았다. 지역 정치인에 의해 기회를 얻어 해군 사관학교에 입학했다. 해사에서 공부하는 동안에도 알레이버크는 23rd Company라는 단체의 회원이기도 했다. 1923년 6월 미국 해군사관학교를 졸업해 해군 소위로 임관한다.
18년 이상을 전함, 구축함에서 일했다. 미시간 대학교에서 공학 석사 학위를 받았다.

## 제2차 세계 대전
1943년, 알레이 버크는 남태평양 전선에서 싸우라는 명을 받고 전쟁에서 활약했다. 몇몇의 구축함들을 전전하며 함장을 역임했다. 1943년 11월, 부건빌 내전에 참전했고 4개월 동안 22차례의 숱한 전투를 치렀다. 일본 순양함 1척, 구축함 9척, 항공기 30여대를 처치한 공로를 인정받았다. 그는 초기에 미 해군이 일본에게 고전을 면치 못하고 쓰라린 패배를 맛 본 이유를 "불확실성과 주저가 그들에게 막대한 손실을 입혔다" 고 결론지었다.  "좋은 장교와 가난한 장교의 차이는 약 10초다."라는 명언도 남겼다. 1945년 6월까지도 태평양 전선을 지켰고, 가미가제 공격을 받았던 USS 벙커 힐, USS 엔터프라이즈 (CV-6)에 탑승하고 있었다.
전쟁이 끝난 후, 그의 계급은 대장였고 1947년에는 순양함 USS 헌팅턴으로 아프리카 동해안을 순찰하는 임무도 수행했다. 1949년에는 국방 연구 개발위원회에서 해군 장관을 하면서 미국의 안보를 위한 숱한 일을 했다.

## 6·25 전쟁
한국전쟁이 발발하자, 포레스트 셔먼 제독은 해군 작전총장였던 알레이 버크에게 극동 해군 참모부장으로 일할 것을 명령했다. 1951년 7월에는 한국의 휴전을 위해 유엔 대표단의 일원으로 공산당과 협상하기도 했다. 휴전을 논의하는 천막에서 6개월을 일한 뒤, 그는 해군 작전 국장으로 돌아와 1954년까지 전략 계획 부서장으로 근무했다.

## 냉전기
냉전기 동안에도 그는 국방과 안보에 지대한 공을 세웠다. 그는 매우 근면하기로 유명했는데, 주 6일 하루 15시간을 일했다. 알레이 버크는 미 해군의 원자력 잠수함 개발 프로젝트를 했고 세계최초의 잠수함발사 탄도유도탄을 개발하는 업적을 남겼다. 그가 만든 UGM-27 폴라리스는 전략 무기의 새로운 지평을 열게 됐다. 해군 작전총장였던 알레이 버크는 드와이트 D. 아이젠하워 대통령과 잠수함 부대의 규모에 대한 사안을 긴밀하게 논의를 가졌다. 아이젠하워 대통령은 "잠수함의 숫자는 얼마면 충분합니까?"라고 묻자, 알레이버크는 "40대의 SLBM 잠수함이면 충분합니다."라고 대답했다. 그는 "육상의 미사일과 폭격기는 미소간의 핵 균형을 유지하기 미흡하다."면서 해군 전략 핵잠수함의 가치를 강조했다. 미국 해군의 아버지와 같은 그의 이름은 1961년 8월 1일, 은퇴자 명단으로 옮겨진다.

## 군함 명명
현대 미 해군의 아버지와 같은 그의 이름은 미 해군의 주력 전투함이자 이지스함인 알레이버크급 구축함이 되었다. 첫번째 구축함 진수식에도 당사자인 알레이 버크가 노구를 이끌고 참석하기도 했다.